# Clarin (Bohol)
Clarin è una municipalità di quinta classe delle Filippine, situata nella Provincia di Bohol, nella Regione del Visayas Centrale.
Clarin è formata da 24 baranggay:
- Bacani
- Bogtongbod
- Bonbon
- Bontud
- Buacao
- Buangan
- Cabog
- Caboy
- Caluwasan
- Candajec
- Cantoyoc
- Comaang
- Danahao
- Katipunan
- Lajog
- Mataub
- Nahawan
- Poblacion Centro
- Poblacion Norte
- Poblacion Sur
- Tangaran
- Tontunan
- Tubod
- Villaflor